# Lamegal
Lamegal es una feligresía portuguesa del concejo de Pinhel, con 21,69 km² de superficie y 360 habitantes en 2001). Su densidad de población fue de 16,6 hab/km².

## Descripción y estructura
El pueblo se articula alrededor de la iglesia y del rollo, en un eje Norte-Sur. La mayoría de las casas son de dos pisos, y en muchas la planta baja está convertida en tienda. Casi todas las casas de planta única tuvieron un uso agroganadero hasta mediados del siglo XX. Las viviendas no son grandes, lo que atestigua la gran cantidad de escaleras exteriores que se pueden observar. En la segunda mitad del siglo XX hubo un gran crecimiento del pueblo hacia el norte, sin un plan urbanístico definido. A mediados del siglo XX la que fuera casa consistorial fue transformada en escuela, pero a principios del XXI quedó vacía de funciones y contenido. Al poniente discurre, en dirección norte, la ribera de Pega, sobre la que se construyó un puente en época medieval, sobre otro posiblemente romano. El cementerio se encuentra dentro de la urbe, frente a la cabecera de la iglesia.

## Historia
Su poblamiento se remonta al menos a la Alta Edad Media. De esa época se conservan algunas sepulturas cavadas en la roca, una de las cuales hace las veces de abrevadero en la fuente el pueblo. En el siglo XIII, Alfonso III de Portugal donó la aldea y sus tierras a su yerno Pedro Anes de Riba de Vizela. En 1527 era un anexo de Penhaforte. El rey Felipe I de Portugal creó el condado de Castel-Rodrigo en 1594, y dio las tierras, incluida Lamegal, al primer conde, Cristóbal de Moura. En 1600, su sucesor Felipe II de Portugal lo elevó a marqués. La aldea y todas las tierras del marquesado pasaron de nuevo a la Corona portuguesa con la independencia de Portugal en 1640. Posteriormente perteneció a la comarca de Jarmelo hasta 1858, año en que pasó a la de Guarda, dentro del municipio de Pinhel.

## Patrimonio cultural
Según el SIPA (Sistema de Informação para o Património Arquitetónico portugués), dentro de sus límites geográficos se encuentran trece bienes patrimoniales:
- El conjunto de la población o aldea de Lamegal
- Santuario o pequeño altar tallado en granito rematado con una cruz.
- Ermita de la Señora de la Niña del siglo XVI.
- Ermita San Antonio del siglo XVII.
- Casa con lagar.
- Casa del telar, donde se encuentra el museo etnográfico, de finales del siglo XVIII y principios del XIX.
- Crucero en la plaza de la iglesia, que no debe ser confundido con el rollo.
- Horno de pan comunitario.
- Iglesia parroquial de Nuestra Señora de la Asunción, o de Santa María, es de los siglos XVI a XVIII, construida sobre otra que ya existía en el siglo XIII, que fuera fundada por el obispo de Oporto. En el siglo XVII se transformó la espadaña en torre campanario, que fue reformada en el siglo XIX.
- Molinos de cereal.
- Herrería o ferrería.
- Rollo jurisdiccional en granito del siglo XV que se asienta directamente sobre la roca. Levantado como sede de justicia o picota, pero no administrativa. Está protegido como «Inmueble de Interés Público» por la Dirección General de Patrimonio Cultural del gobierno portugués.[3]
- Puente del siglo XVII de cantería de granito, construido sobre otros sucesivos romano y medieval del siglo XIII, este último mandado construir por Don Dinis.

monumentos
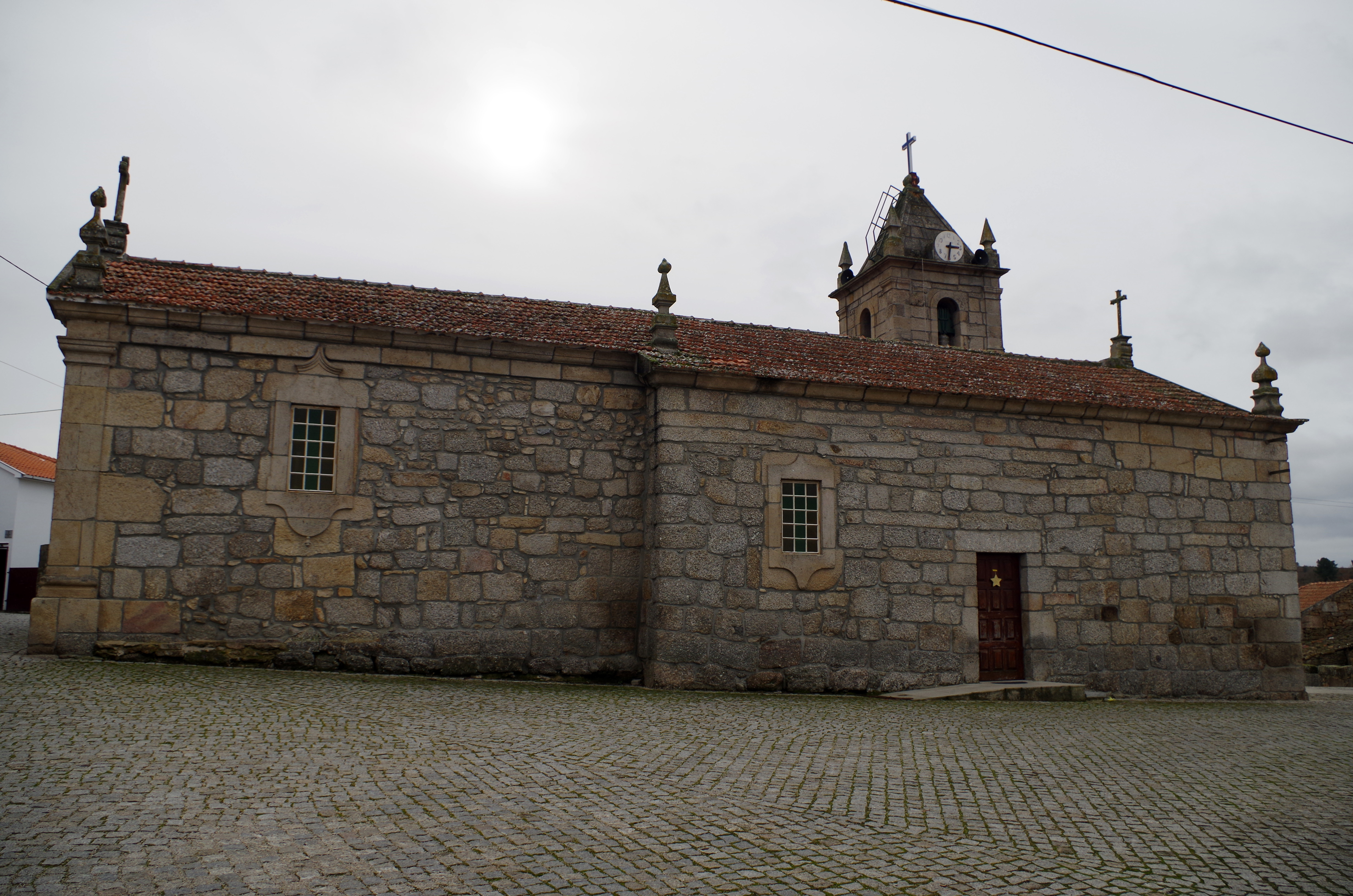
Iglesia parroquial
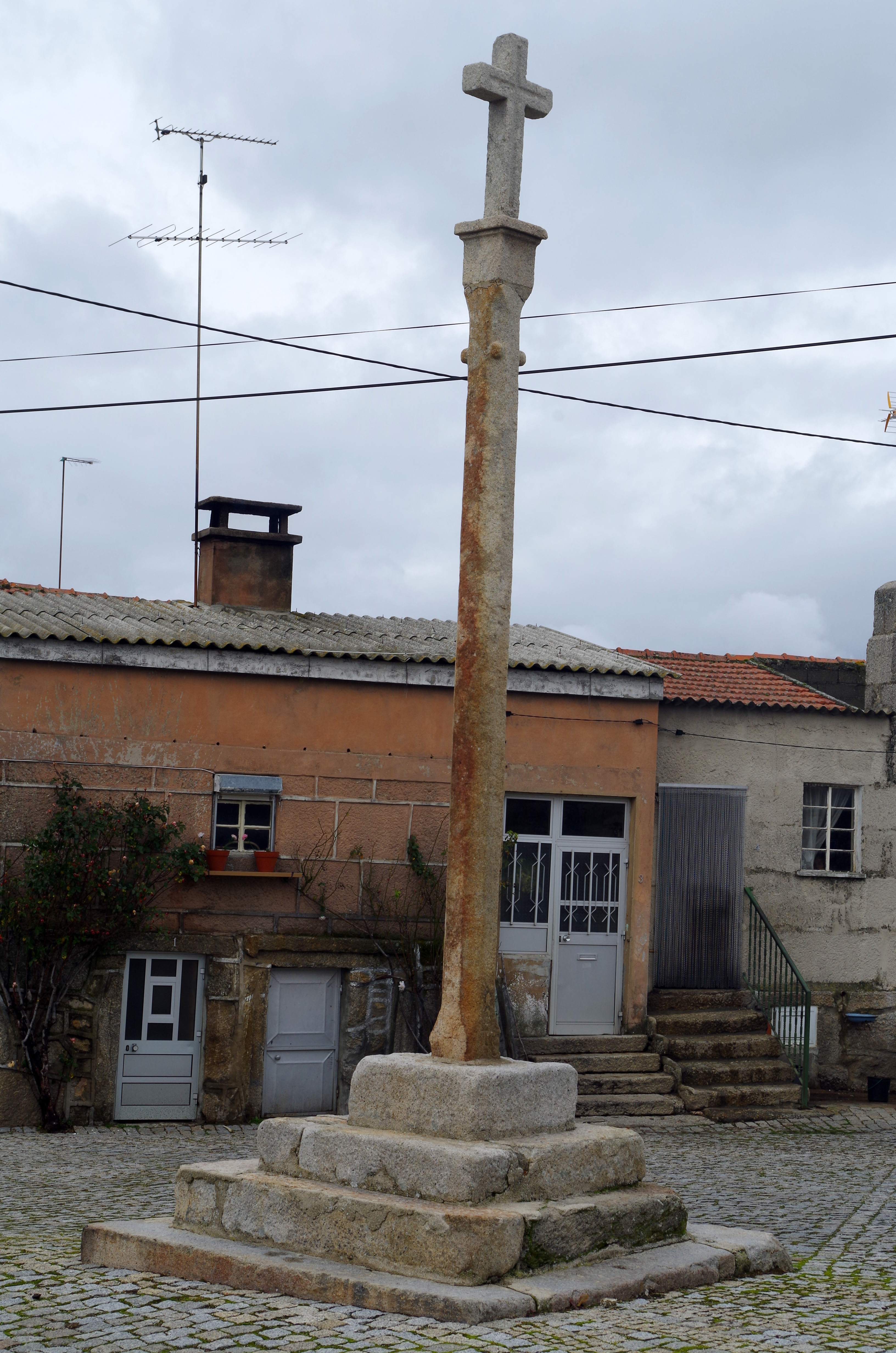
Crucero
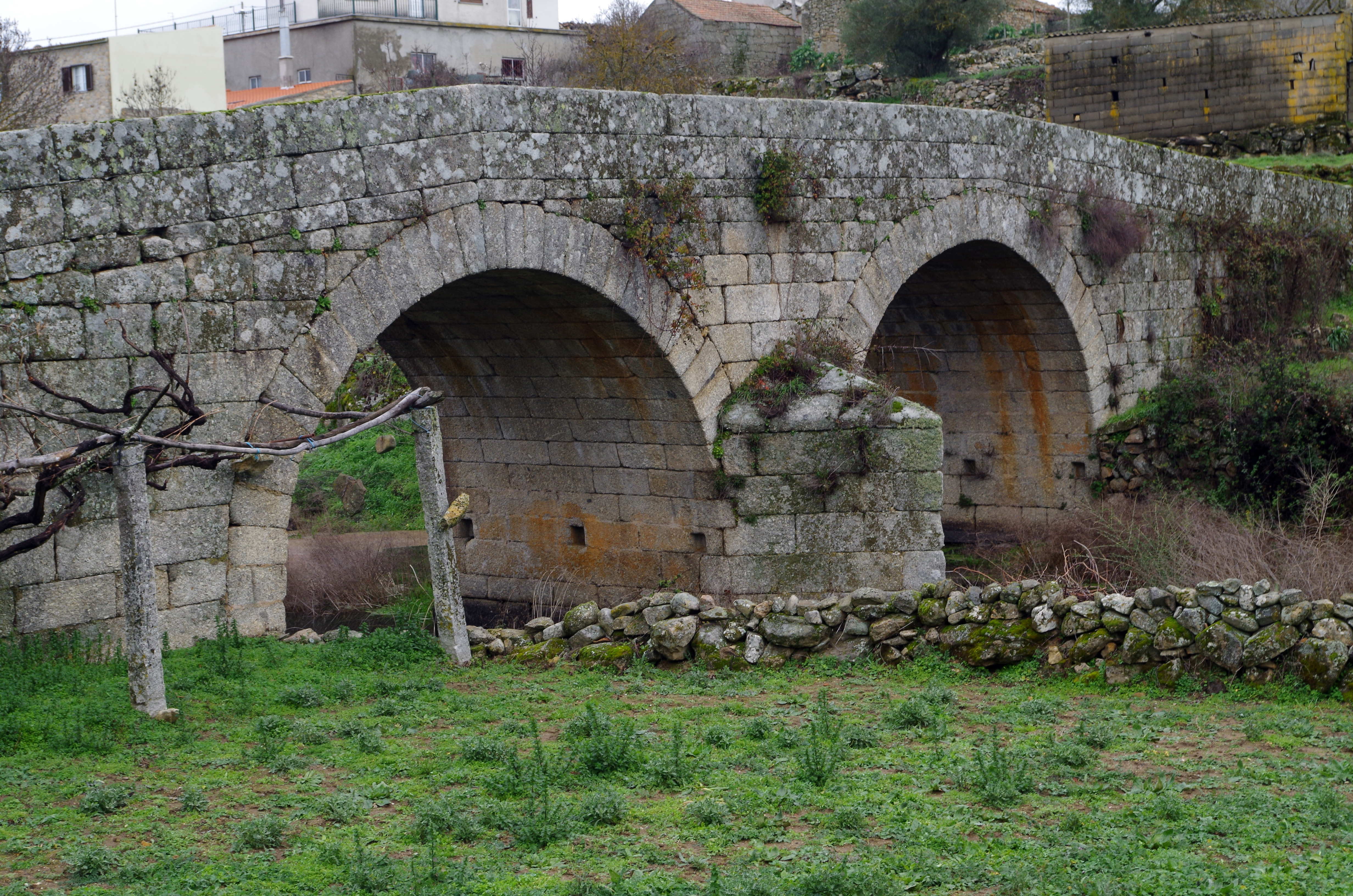
Puente de fábrica medieval
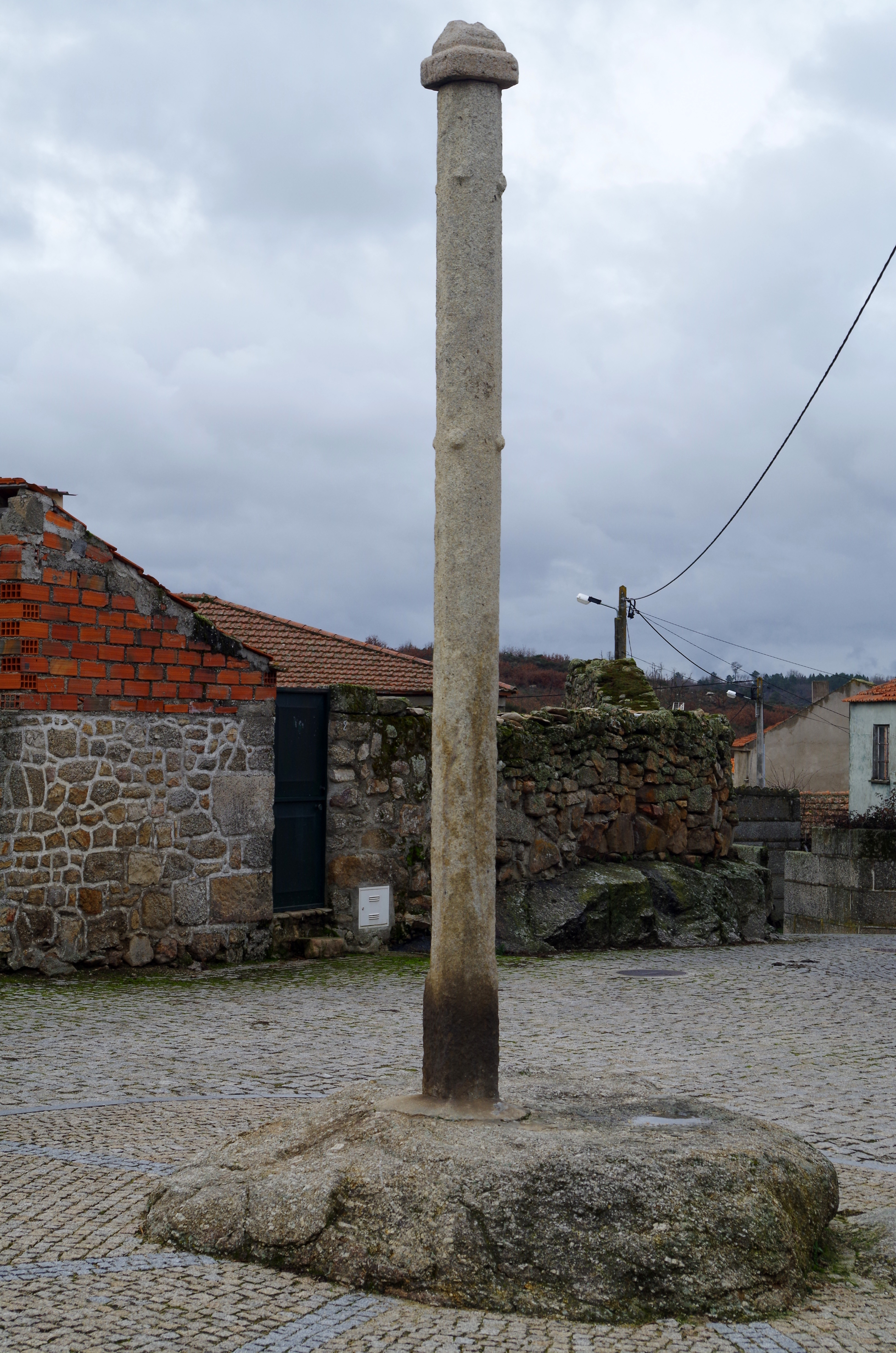
Rollo